# Être-jeté
Le Dasein est jeté au monde écrit Christian Dubois  dans son glossaire. Le concept d'«Être jeté» traduction consensuelle de  Die Geworfenheit appartient à la série de concepts fondamentaux créés par le philosophe Martin Heidegger dans son ouvrage phare de 1927, Être et Temps. Avec ceux de Être-au-monde, Être-vers-la-mort, Être-en-faute, Être-avec, il désigne un phénomène unitaire qui comporte une pluralité de moments structurellement liés de l'existence humaine que Martin Heidegger étudie successivement. Ce concept vise, comme les autres, à  saisir phénoménologiquement, le Dasein dans son être-au-monde, sa mobilité et sa temporalité, autrement dit dans les possibilités de son existence concrète. Ce concept est à mettre en lien avec la facticité, et plus précisément avec le sentiment que quelque chose s'est toujours déjà joué sur laquelle le Dasein n'a pas de prise. Le concept d'« être-jeté » rassemble paradoxalement les négativités qui pèsent sur l'existant et les éléments d'une « ouverture » et d'une nouvelle relance de cet existant.

## Les contours du concept
En tant que « factif » je ne suis pas mon propre fondement mais ne puis non plus me référer à une origine plus haute ni y voir le signe d'une autre destination que celle-là même. « Tout au contraire : l'être-jeté se manifeste comme la fermeture de ces deux dimensions » écrit Christian Dubois .
La question qui taraude le Dasein c'est d'être à chaque fois lui-même, lui-même à partir de lui-même (l'avoir à être de l'injonction de l'appel de la conscience), c'est la définition même de l'existence authentique (voir Heidegger et la question de l'existence), cela il ne le peut qu'à la condition d'assumer à chaque fois ce qu'il a déjà été, cet « avoir été » est partie intégrante de l'existence du Dasein venant à soi. François Vezin utilise l'expression de être-été à la place d'avoir été pour bien marquer que pour Heidegger le Dasein « est » son passé. Ce processus implique nécessairement la reprise des possibilités trouvées dans l'être-jeté et donc léguées par le Dasein passé dans la projection de son propre avenir note Jacques Rivelaygue.
Quel que soit le moment de cette existence, le phénomène premier que l'analyse existentiale met à jour, c'est un Dasein qui se sent toujours, prisonnier et enfermé dans un horizon déterminé de possibilités en deçà desquelles il ne peut remonter (le fait d'être homme et non femme, âgé et non jeune etc), et qu'il doit impérativement assumer. Le Dasein ne choisit ni le lieu, ni le comment de sa venue bien qu'il soit toujours déjà au monde, déjà à pied d'œuvre, immergé dans une situation, dont il n'a pas la maîtrise et qui détermine dès l'abord, un éventail fini de possibilités existentielles et de contraintes, auquel il ne peut se soustraire (lieu de naissance, culture, langue), à quoi s'ajoute en héritage la perspective inévitable et omniprésente de sa propre mort.
En dehors de la naissance, comme « Être jeté », le Dasein compris existentialement, a toujours déjà été : cet « avoir-été », ce passé, qui est une partie intégrante de son existence, implique une possibilité ouverte, spécifique, de soi-même. Enfermé dans une situation déterminée, l'homme obligé à l'assumer, tel un « fardeau », se sent fatalement bridé dans ses possibilités souligne François Vezin (Être et temps note page 571).

« Le Dasein est un être possible remis à lui-même, une possibilité de part en part jetée. Le Dasein est la possibilité de l'être-libre pour le pouvoir-être le plus propre »

Comme être-possible Dasein doit composer avec l' être-possible qui lui est toujours déjà délivré par le On. Le Dasein  ne peut se libérer de ce qu'il a été, il l'a positivement en charge, nous dit Heidegger. Le concept d' « être-jeté » est enfin à rapprocher de celui de la « finitude »

## Les négativités dégagées

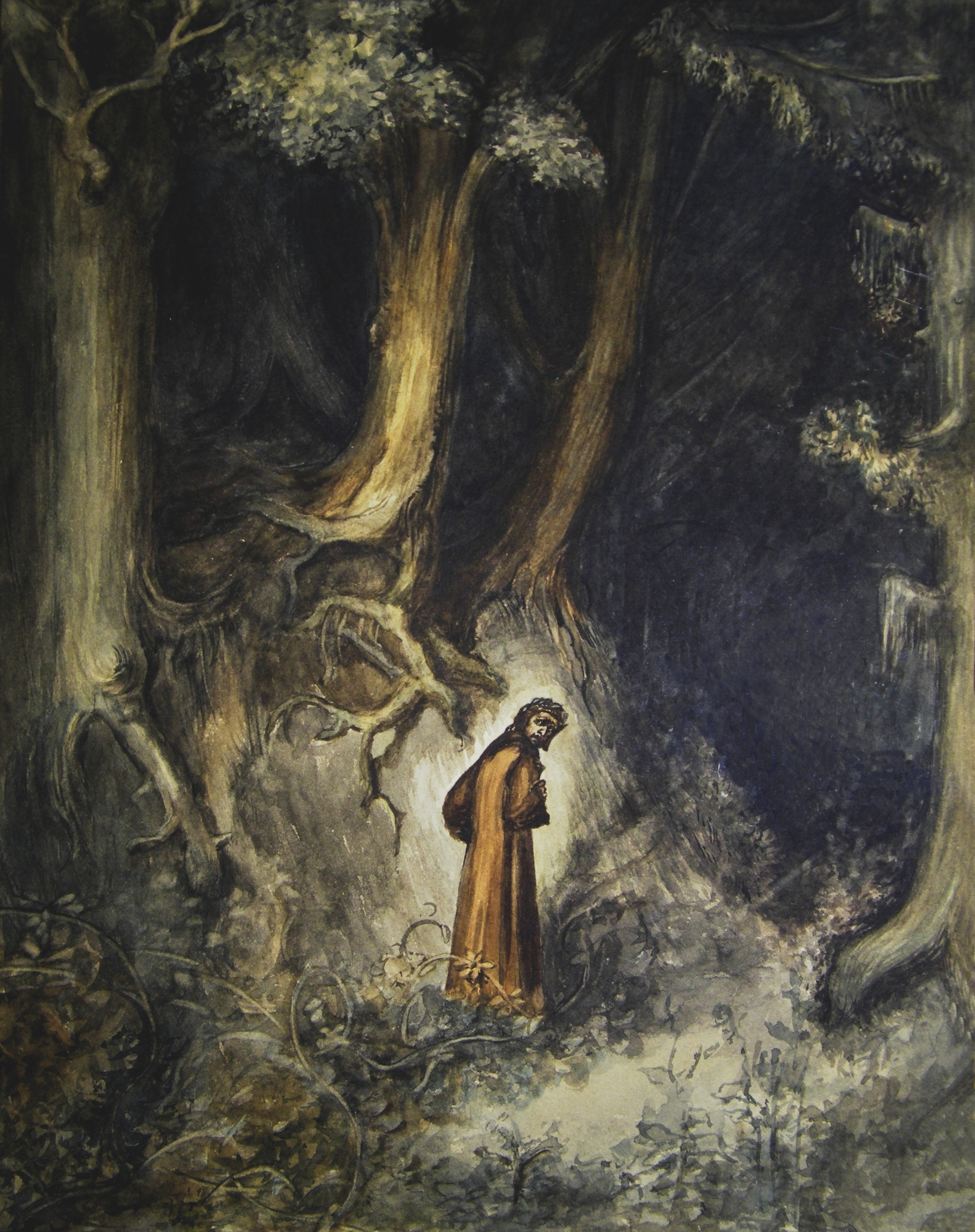
Dante perdu.

Avec l'expression « être-jeté », Heidegger recense une triple négativité de l'existence 

### L'absence de fondement
Le Dasein est toujours « déjà-jeté » dans la vie, sans qu'il y soit pour quelque chose, un  « être-là »  dont il est « facticiellement » responsable, qu'il doit prendre en charge, et qu'il ne peut pas ne pas être , un « être-jeté » qu'il doit endurer jusqu'à la mort, la vie reçue en charge comme un fardeau accompagnée de la mort comme possibilité suprême.
« Être-jeté » veut  dire aussi qu'il ne s'est pas posé lui-même. L'être-là en tant qu'il est au monde, y est jeté ; il n'est jamais la cause (l'origine) de son être-au-monde , et il en ignore la fin dans les deux sens du terme précise Alexander Schnell. À noter que ce caractère, cette facticité n'est pas un événement passé une fois pour toutes comme la naissance physique. Dans l'analyse existentiale, comme pour la mort, la naissance n'est plus un événement datable, tant que le Dasein existe il ne cesse de naître, « il ne cesse d'être-jeté » écrit Françoise Dastur. Ce qui fait comprendre que le fait de parler au passé de l' « être-jeté », n'a pas le sens d'un événement révolu mais qu'il y a à chaque fois quelque chose d'irrécupérable dans l'existence.
Le Dasein, constamment jeté à être le fondement de lui-même, mais être son propre fondement, signifie qu'il ne sera jamais le maître de l'être le plus propre du fondement. Le concept de facticité poussé à sa radicalité absolue, est l'expression de ce phénomène.
De plus, jeté selon l'expression de Heidegger lui-même, non comme un caillou mais comme un être se projetant le Dasein, ne peut se comprendre qu'à travers tel ou tel projet de soi, tenu en quelque sorte, de répondre à la célèbre alternative de Kierkegaard Ou bien..ou bien c'est-à-dire en renonçant à l'une des options qui se présente, ajoutant ainsi une négativité supplémentaire à celle de l'origine irrécupérable.

### L'être vers la mort
« Le Dasein se retrouve toujours déjà jeté [...] être-jeté qu'il faut endurer jusqu'à la mort, mourir constituant la possibilité suprême de l'existence ». En tant qu'être-jeté ce point est fondamental et détermine l'essence du Dasein essentiellement , « être-jeté » dans la mort.

### L'être en défaut
Dans son être le Dasein est transi de négativité. En n'étant pas d'abord, ce qu'il aurait pu être et qu'il n'est pas (fille au lieu de garçon par exemple). L'existence est corrélativement une perpétuelle négation, car le Dasein est toujours « en faute » (en défaut) de ce qu'il aurait pu être, tout possible existentiel va s'avérer renoncement à d'autres.
Le Dasein reste essentiellement en deçà de ses possibilités. Il a à être ce à quoi il a été remis, il est à charge de lui-même.« Étant à l'origine, c'est-à-dire existant comme être-jeté, le Dasein demeure constamment retranché en deçà de ses possibilités. Jamais il ne saurait pré-exister à son origine mais il n'est chaque fois existant qu'à partir d'elle et en tant que celle-ci. Dans ces conditions, être-à-l'origine ou être-fondement veut dire ne pas, ne jamais être maître de l'être le plus propre de l'origine. Ce « ne pas », fait partie du sens existential de l' être-jeté. Étant-à-l'origine, « il est lui-même une négative de soi-même ». Négative ne signifie aucunement n'être-pas-là-devant, ne pas subsister, mais veut dire un Non que cet être-jeté constitue (à l'encontre de l'être-le-plus-propre-à-l'origine).....Le Dasein est son origine en existant, c'est-à-dire qu'il est de telle manière qu'il s'entend à partir des possibilités et s'entendant de la sorte il est l'étant-jeté » (voir aussi le complexe paragraphe 58 d'Être et Temps). Comme « être-jeté », écrit Maurice Corvez « il est toujours engagé dans des possibilités circonscrites qui le lient à son passé [...], en ce sens il est en son être une négativité ».
Cette négativité ou « Finitude » s'affirme de plusieurs manières :
- Le Dasein est « être-jeté-se-projetant » ; se comprenant dans tel ou tel projet c'est aussi être amené à choisir l'un au détriment de l'autre. En conséquence tout possible existentiel est aussi manque et renoncement[13].
- Le Dasein n'est pas son propre fondement mais il a plutôt à se fonder lui-même en se prenant en charge en tant qu'être jeté dans une situation historique et mondaine donnée,
- Le Dasein est encore en faute comme être libre se projetant dans l'une de ses possibilités après avoir renoncé à d'autres.
- Citées en vrac : le fait que tout pro-jet se trouve jeté, c'est-à-dire déterminé par le déjà existant, la négativité lui étant constitutive ; le constat que la temporalité mise en œuvre est circulaire et finie ; la position d'écoute du Dasein vis-à-vis des injonctions de l'Être ; le fait que pour « s'entendre », le  Dasein ait besoin du monde ; c'est l'histoire de la « vérité » de l'Être qui commande sa propre compréhension ; le constat que toute possibilité existentielle de l'être-jeté implique le retrait d'autres possibilités ; enfin et en toute rigueur la « Die Unheimlichkeit », le à jamais « ne pas être chez Soi »  est un des traits les plus caractéristiques de la finitude humaine, recense-Maurice Corvez.

Le fondement de son être serait donc de « « n'en avoir aucun » » sinon le « Néant », l'« Abgrund » résume Christian Dubois.

## L'ouverture et le pro-jet
Pour autant le concept d'« être-jeté » qui rappelle singulièrement le thème de la chute et de la « déréliction » de la théologie chrétienne  (repris en partie par de l'idée de dévalement) déborde largement ce cadre. Comme « être jeté », délivré de toute consonance morale le Dasein a toujours déjà été, cet « avoir-été » est partie intégrante de l'existence du Dasein venant à soi, au sens où cet « être-été » est toujours aussi, en tant que tel une possibilité ouverte de lui-même, c'est pourquoi « être-jeté » et projet apparaissent comme  indissolublement liés.
À travers l'angoisse, qui est une manière spécifique de l' « être-au-monde », transparaît le fait que c'est spécifiquement devant l'« être-jeté » qu'il y a angoisse  et que cette angoisse a pour motif le « pouvoir-être » de cet être-jeté. Les deux existentiaux que sont  l'être-jeté, Geworfenheit  et le projet, Entwurf, sont indissolublement liés. La projection, le devancement de soi, concernent le Dasein en tant qu'il est-déjà-au-monde, qu'il y est jeté.

### L'ouverture
C'est le Dasein, qui en tant que jeté au monde, « est l'« ouverture » », cette ouverture n'est pas à comprendre comme quelque chose qui aurait été auparavant fermé, mais au contraire comme le « lieu » de l'être, celui où le Dasein  a son être, l'« être de l'existence », dans l' être-ouvert qui se déploie dans tout l'horizon qui lui est échu de la compréhensibilité et de la significativité note Jean-Luc Nancy.
Contrairement au passé, passé, l'être-été est cet héritage qui nous est à chaque fois dévolu, qui à la fois nous ouvre de nouvelles possibilités non expérimentées jusqu'ici, tout en nous en fermant d'autres, mais qui reste toujours une possibilité ouverte de soi-même c'est-à-dire, dans le langage historial, un ad-venir. Heidegger rajoute même à propos du Dasein « il est jeté à lui-même » (ihm selbst geworfen), jeté comme être-projetant  autrement dit, au long de son existence il doit assumer une « capacité projective » qui est toujours déjà liée (bornée par ?) à un horizon de possibilités « en deçà duquel le Dasein ne peut jamais remonter »,.

### Le pro-jet
Parce que le Dasein, n'est pas indifférent à son propre être, qu'il le comprend et s'en préoccupe, il existe sur le mode de la projection. Exister c'est « avoir à être », aussi est-ce à chaque fois se projeter résume le Dictionnaire. Cette projection ne doit pas être comprise comme un acte volontaire, il s'agit de l'avènement même de l'existence humaine précise Françoise Dastur. Françoise Dastur précise : « l'être-jeté du Dasein doit être expérimenté à partir de la vérité de l'être et non pas [...] au sens de l'apparition fortuite de l'homme parmi les autres « étants », car loin d'être à l'origine de la projection de l'horizon de l'être, l'homme est bien plutôt jeté par l'être lui-même se tient dans la vérité de l'être en extase dans l'« ouverture » de l'être ».
Dire que le projet et l' être-jeté sont liés, c'est reconnaître que l'existentialité et la facticité sont intimement liés  en d'autres termes que l'existence est toujours facticielle et toujours jetée, après le « Tournant », le fait pour le  Dasein   de se tenir ouvert pour l'« ouverture » de l'être, va impliquer une radicalisation de la facticité de l' être-jeté qui sera maintenant compris comme provenant de l' être lui-même,.
La « voix de la conscience »  se charge de ramener l'existant perdu dans le « On » à son être  « propre » en l'invitant à l'assumer dans sa finitude radicale, c'est-à-dire dans sa vérité note Christian Dubois,. Le plus surprenant de tout, c'est que cette invitation à être Soi, est ni plus ni moins qu'une convocation à sa « nihilité ». L'invitation interpelle le Dasein afin qu'il assume les possibilités de son existence en tant qu'être-jeté « sans fondement ». Ramené à lui-même, il est invité par l'appel à quitter le refuge factice du « On », correspondant au non choix de lui-même, pour revenir à la vérité de son être et assumer sa propre négativité d'être-jeté.

### La résolution
La (résolution devançante en tant que mode de souci authentique, n'est rendue possible que par la temporalité. Jacques Rivelaygue note que la temporalité horizontale (Ek-statique) serait à elle seule insuffisante pour assurer l'unité du Soi dans le temps, il y faut l'approche historiale comprenant à la fois l'implication réciproque de la Résolution anticipante et de la « reprise de l'héritage », constitutive de l'Être-jeté.
- La prise en charge de l'être-jeté dans la Résolution devançante ne signifie rien de moins pour le Dasein, que le fait d'être en propre ce qu'il était déjà sur un mode impropre[30], autrement dit son existence est transfigurée, au lieu d'être-au-monde à partir des autres il l'est à partir de lui-même[31].
- Le terme de résolution anticipante n'a rien à voir avec la subjectivité et la volonté. La Résolution c'est l'« ouverture » propre à l'appel de la conscience. Cette expression tente de dire la manière authentique pour le Dasein d'être dans sa vérité (Note de François Vezin, Être et Temps p. 572

### L'histoire
La question qui reste encore en suspens c'est, s'agissant de ce moment absolument fondamental mais contingent, qu'est l' « Être-jeté », c'est que ce concept ne donne par lui-même aucune clef pour permettre l'intégration de ce moment dans l'unité d'une vie. Pour générer un tel sens, un destin, il s'agira, selon Jacques Rivelaygue, de trouver un mécanisme qui permettra de reprendre, comme un héritage et malgré cette contingence, les possibilités facticielles léguées par la tradition. En assumant  cet héritage le Dasein va s'inscrire dans une histoire qui l'autorise à reprendre pied à partir d'une source où il peut puiser la force d'un élan renouvelé.
En attente d'une possibilité, c'est-à-dire en existant comme « ad-venir » à soi et rappel de son être-été », le Dasein anticipant présentifie l'étant (rend présent ou dévoile) et se présentifie lui-même, devant l'étant subsistant auprès de lui. Autrement dit, le Dasein préoccupé s'ouvre à chaque fois à la présence des choses et à son soi, il les reçoit et les comprend.